# Chiannia
Chiannia is een geslacht van vlinders van de familie spanners (Geometridae), uit de onderfamilie Ennominae.

## Soorten
- C. khasiana Moore, 1888
- C. vagabunda Inoue, 1986